# Prefettura di Kashgar
La prefettura di Kashgar (in cinese: 喀什地区, pinyin: Kāshí Dìqū; in uiguro: قەشقەر ۋىلايىتى, Qeshqer Wilayiti) è una prefettura della Regione autonoma uigura dello Xinjiang, in Cina. Si trova nella parte sud-occidentale della regione. Il capoluogo della prefettura è la città di Kashgar.

## Gruppi etnici nella prefettura di Kashgar
(censimento del 2000)
| Etnie    | Popolazione | Percentuale |
| -------- | ----------- | ----------- |
| Uiguri   | 3.042.942   | 89,35%      |
| Han      | 311.770     | 9,15%       |
| Tagiki   | 33.611      | 0,99%       |
| Kirghisi | 5.078       | 0,15%       |
| Hui      | 5.046       | 0,15%       |
| Uzbeki   | 2.496       | 0,07%       |
| Tujia    | 829         | 0,02%       |
| Miao     | 649         | 0,02%       |
| Mongoli  | 634         | 0,02%       |
| Tibetani | 530         | 0,02%       |
| Zhuang   | 521         | 0,02%       |
| altri    | 1.607       | 0,05%       |

## Geografia antropica

### Suddivisioni amministrative
|    |                                      |                        |                                |                                   |                                   |                               |            |                |  |
| #  | Nome                                 | Hanzi                  | Hanyu Pinyin                   | Uiguro (arabo)                    | Uiguro (latino)                   | Popolazione (censimento 2010) | Area (km²) | Densità (/km²) |  |
| 1  | Kashgar (Kashi)                      | 喀什市                 | Kāshí Shì                      | قەشقەر شەھىرى                     | Qeshqer Shehiri                   | 506.640                       | 555        | 912,86         |  |
| 2  | Contea di Shufu                      | 疏附县                 | Shūfù Xiàn                     | قەشقەر كونا شەھەر ناھىيىسى        | Qeshqer Kona Sheher Nahiyisi      | 311.960                       | 3.483      | 89,56          |  |
| 3  | Contea di Shule                      | 疏勒县                 | Shūlè Xiàn                     | قەشقەر يېڭىشەھەر ناھىيىسى         | Qeshqer Yéngisheher Nahiyisi      | 312.455                       | 2.262      | 138,13         |  |
| 4  | Contea di Yengisar                   | 英吉沙县               | Yīngjíshā Xiàn                 | يېڭىسار ناھىيىسى                  | Yéngisar Nahiyisi                 | 262.067                       | 3.421      | 76,60          |  |
| 5  | Contea di Zepu (Poskam)              | 泽普县                 | Zépǔ Xiàn                      | پوسكام ناھىيىسى                   | Poskam Nahiyisi                   | 206.936                       | 1.000      | 206,93         |  |
| 6  | Contea di Yarkant (Shache)           | 莎车县                 | Shāchē Xiàn                    | يەكەن ناھىيىسى                    | Yeken Nahiyisi                    | 762.385                       | 9.037      | 84,36          |  |
| 7  | Contea di Kargilik (Yecheng)         | 叶城县                 | Yèchéng Xiàn                   | قاغىلىق ناھىيىسى                  | Qaghiliq Nahiyisi                 | 454.328                       | 28.929     | 15,70          |  |
| 8  | Contea di Makit                      | 麦盖提县               | Màigàití Xiàn                  | مەكىت ناھىيىسى                    | Mekit Nahiyisi                    | 258.978                       | 11.023     | 23,49          |  |
| 9  | Contea di Yopurga                    | 岳普湖县               | Yuèpǔhú Xiàn                   | يوپۇرغا ناھىيىسى                  | Yopurgha Nahiyisi                 | 147.688                       | 3.166      | 46,64          |  |
| 10 | Contea di Peyziwat (Jiashi)          | 伽师县                 | Jiāshī Xiàn                    | پەيزىۋات ناھىيىسى                 | Peyzivat Nahiyisi                 | 381.767                       | 6.601      | 57,83          |  |
| 11 | Contea di Maralbexi (Bachu)          | 巴楚县                 | Bāchǔ Xiàn                     | مارالبېشى ناھىيىسى                | Maralbeshi Nahiyisi               | 336.274                       | 18.491     | 18,18          |  |
| 12 | Contea autonoma tagica di Tashkurgan | 塔什库尔干塔吉克自治县 | Tǎshíkù'ěrgān Tǎjíkè Zìzhìxiàn | تاشقۇرقان تاجىك ئاپتونوم ناھىيىسى | Tashqurqan Tajik Aptonom Nahiyisi | 37.843                        | 24.089     | 1,57           |  |